# Quién mató a Walter Benjamin…
Quién mató a Walter Benjamin... es una película de David Mauas, estrenada en el año 2005.  Ha recibido el reconocimiento del European Association for Jewish Culture y una residencia de investigación de la Academia de las Artes de Colonia (Kunsthochschule für Medien Köln).

## Sobre la película
Quién mató a Walter Benjamin… , el primer largometraje documental de David Mauas, es el resultado de cuatro años de investigación en España, Francia, Alemania, Israel, Estados Unidos y Reino Unido.
La película es, según palabras del mismo director, «un film que, anteponiendo un interrogante como si de aquel "cepillo a contrapelo de la historia" se tratase, propone una construcción benjaminiana sobre la misma muerte del pensador, articulando en su propia narrativa los problemas derivados del discurso histórico y su construcción».
En él intervienen, entre otros: Félix de Azúa, Stéphane Hessel, Dani Karavan, Stéphane Mosès, Rolf Tiedemann, Patrick Von Zur Mühlen, Bernd Witte, Erdmut Wizisla.
Está rodado en, entre otras localizaciones: Portbou, Figueras, Gerona, Barcelona, Port-Vendres, Banyuls-sur-Mer, París, Berlín, Frankfurt, Bonn, Düsseldorf…